# Calíope (instrumento musical)

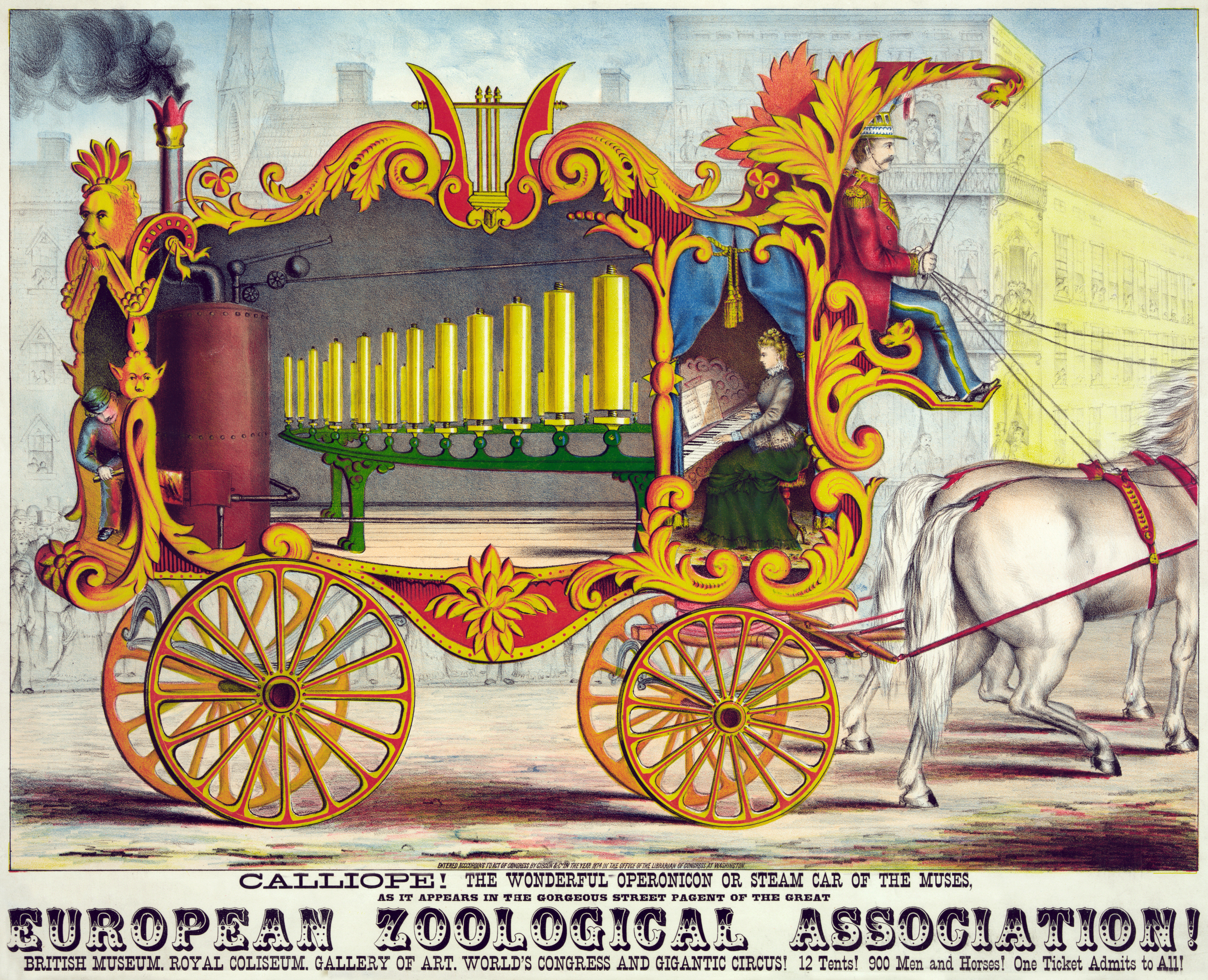
Calíope em um anúncio publicitário de 1874.

Calíope é um instrumento musical que funciona por meio do uso de gás, vapor ou ar comprimido em grandes tubos e apitos, originalmente vindos de locomotivas. Uma calíope produz som tipicamente estridente, e mesmo versões de menor tamanho do instrumento são audíveis a grandes distâncias. Não há como manipular o tom ou altura, assim, as únicas formas de variação sonora possíveis estão relacionadas à duração das notas. O instrumento foi inventado nos Estados Unidos na década de 1850.